# Ha Seung-moo
Ha Seung-moo también escrito Ha Seung moo (Sacheon, Corea del Sur, 13 de octubre de 1963) es un poeta y pastor, educador y teólogo histórico coreano moderno.

## Biografía

### Primeros años
Ha nació el 5 de febrero de 1964 en Sacheon , Corea del Sur. Ha es nieto de Sir Ha Yeon, quien es el vigésimo primer nieto del primer ministro más notable de Joseon , Yeonguijeong . 
Después de su educación básica, Ha comenzó a leer literatura moderna. Lo motivó un librero que visitó la escuela y compró una serie de libros sobre literatura coreana moderna . A partir de entonces, las lecturas de literatura coreana despertaron su interés por la escritura y la filosofía. En este proceso, Ha comenzó a cuestionar la humanidad y la cosa en sí . Durante los años de escuela secundaria, el viaje espiritual de Ha continuó. Buscó la verdad, el significado de la vida y la humanidad en el budismo , el hinduismo y otras religiones importantes. En este viaje espiritual, leyó muchos clásicos filosóficos occidentales .
Ha fue influenciado por las obras de Sigmund Freud , Carl Gustav Jung , Immanuel Kant y Søren Kierkegaard . Ha experimentado una progresión espiritual reconociendo la importancia y el significado de la existencia humana, y la ' desesperación ' de Kierkegaard y la ' razón ' de Kant se convirtieron en un tema menos serio para su vida y estudio. Al finalizar el 12.º grado, Ha tuvo una experiencia religiosa mística que le hizo confesar que Dios es la única respuesta a su búsqueda de sentido. Entonces Ha se hizo cristiano.
Su poesía se convirtió en un estímulo artístico para artistas en partes de Inglaterra y América. 

### Carrera
Ha se convirtió en ministro presbiteriano y profesor de teología histórica en el Seminario Teológico Presbiteriano de Corea. Enseña Exposición Bíblica. Ha establecido la Iglesia Presbiteriana de Corea y el Seminario Presbiteriano de Corea, sirviendo como Pastor General, educación cristiana, Misiones, etc., a sus expensas.
Defiende que su pensamiento teológico es heredado de la Iglesia original, a diferencia de la Iglesia católica o la reformada o protestante, que ofrecen una interpretación cristiana tradicional. Ha presentó el punto de vista histórico de la Iglesia ortodoxa , describiendo cómo coinciden la confesión de fe y el contexto histórico. Ha es poeta y teólogo reformista. Debutó como poeta por recomendación de su compañero poeta Park Jaesam y otros dos en la revista de literatura Hankyoreh en 1994.
- Presidente, Foro de Información Social de Busan (BSIF) (NPO, 2003~)
- Presidente, Asociación de Escritores Cristianos de Busan (BCWA)(2013~)
- Miembro del Comité de Investigación de la Asociación Mundial de Escritores Coreanos (2008~)
- Presidente y Moderador (1°, 2°), Asamblea General de la Iglesia Presbiteriana Ortodoxa de Corea (2014-2017)
- Primer presidente, Seminario Teológico Presbiteriano de Corea (2012-2015)
- Miembro del Consejo del Consejo Asesor de Unificación Nacional (2003-2007)
- Miembro experto (Educación de Unificación) del Ministerio de Unificación (2004-2005)
- CG y director ejecutivo del Hyundai PR Research Center (2004-2006)
- CG y director ejecutivo del Instituto de Investigación de Contenido Cultural de TI de Corea (2003-2004)
- Primer Vicepresidente, Asociación de Relaciones Públicas de las Universidades de Corea (1997)
- Editor jefe, Foro Internacional de Pusan (revista académica trimestral, 1994-1997)[3]

## Carrera literaria

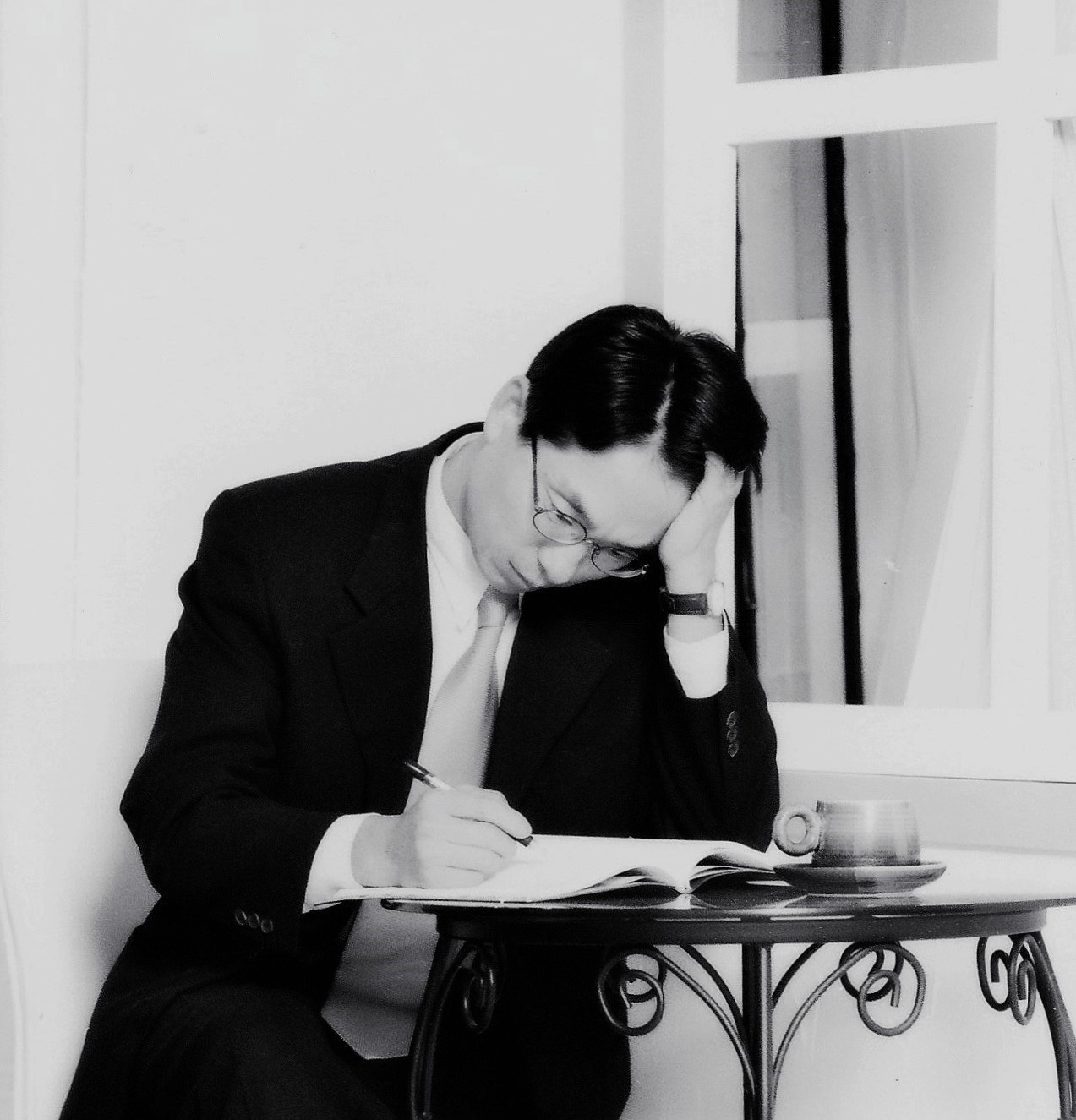
Ha Seung-moo en sus 30

Comenzó a escribir poemas en la literatura Han-Kyoreh . Su poema "Recuerdos del Homo Sapiens" lo presentó al público. Su trabajo enfrentó dificultades porque estaba en conflicto con la literatura coreana tradicional. No obstante, los escritores y poetas coreanos en general admiraron su obra poética.

### Poesía

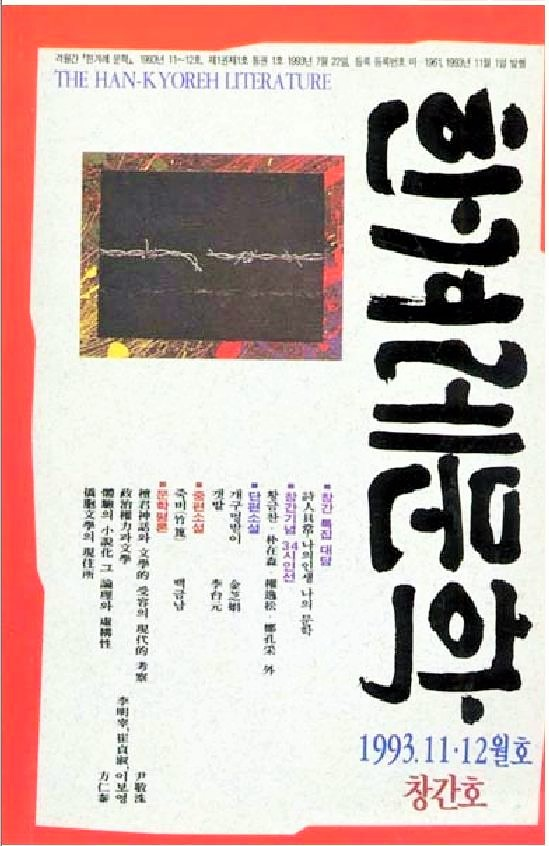
The Han Kyoreh Literature

Park Jaesam es un representante de la mentalidad específica de Corea. Evaluó a Ha en el examen Revisión. Descubrió que si bien la poesía de Ha tiene un mundo interior profundo, la vida y la muerte, la realidad y el ideal, la metafísica y la metafísica, y la autodeterminación son dominantes.
Afirmó: "El salmo súper estético es una manifestación de sus poemas, y un enfoque crítico es difícil si no comprende el simbolismo de la religión y la estética para interpretar tales obras".
Profesor Kyung-Soo Yoon, entre los críticos de la poesía de Ha, el peculiar es profundizar en los sistemas simbólicos de la tendencia surrealista del poeta Yi Sang (Kim Hae-Kyung), Su estilo poético único se considera razonable ver en términos de las experiencias místicas y las aspiraciones espirituales que han vuelto al cristianismo.
Desde 1994, se ha anunciado en el momento, tales como periódicos, revistas, etc. y se ha convertido en bastante ampliamente conocido por el lector en general en lugar de un fondo literario. En particular, mientras que un cristiano, la religión sin estar ligado al estilo de la poesía cristiana, la semiótica, y encarnan la imagen poética para profundizar en el sistema simbólico de la estética. Sus poemas "El sexto coxis de la era cenozoica", "Sale el sudor del sol" han aparecido bien.
En la década de 2000, el poema "Canciones de flores silvestres" que representa el lirismo por intuición y "La historia de la mano de un elefante expulsada por el cielo", que se puede decir que es poesía que introdujo por primera vez técnicas alegóricas a la obra. de poesía
Otros libros de poesía colaborativos comunes son “No hay forma de nostalgia” (Bichnam, 1996), “La poesía del sur” (Asociación de Poetas de Busan, 1999), “Flowers bloom, On the bluestem” (Jaggadeul, 2006), “Seihangobi . (Jaggadeul, 2008), “Bosque del árbol de Sosa” (Jaggadeul, 2011), “Mi poesía la escojo” (Chaegmandeuneun Jib, 2012).

En años recientes, el crítico literario Byeon Uisu escribió el mundo de la poesía de Ha Seungmoo, y en su reseña especial comentó sobre la excelencia poética: 
Immanuel Kant pensó que adquirió conocimientos basados en el tiempo y el espacio. y Albert Einstein pensó que no habría tiempo más allá de la velocidad de la luz. por supuesto, el "tiempo" de Kant es psicológico, y el "tiempo" de Einstein es relativo. pero, en el sentido estricto de que el tiempo no existe como una entidad objetiva, ¿es la proposición de Kant o de Einstein, en última instancia, una sabiduría imperfecta del "99,9%" en lugar del "100%"? Ha Seung-moo evoca el problema de los axiomas esenciales del lenguaje del "tipo sofista ". El río del tiempo nunca fluye, dice que el tiempo existe. La sabiduría de lo humano escribe la “ Crítica de la Razón Pura”, sin embargo, discuten la conversión de tiempo y espacio. Pero el poeta dice que la gente no pasa el tiempo que cree que pasa. Estas opiniones del poeta Ha son extraordinarias.

## Premios destacados

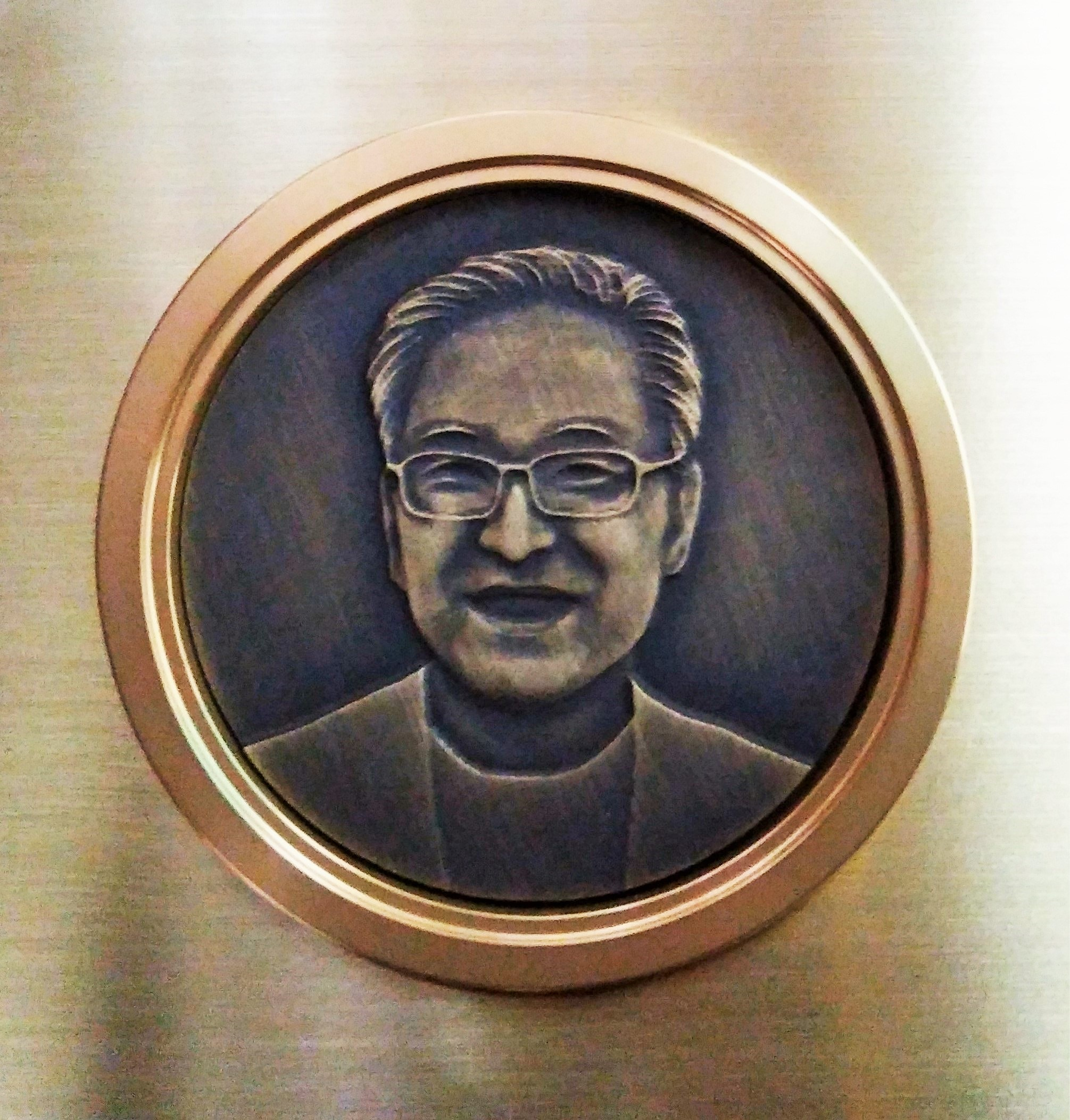
Ha Seung-moo's copper relief(2018)

- Medalla al Mérito del Presidente de la Asamblea Nacional de la República de Corea 2024 (Contribución social)[4][5][6][7][8][9][10]
- 104 teólogos calvinistas y reformados del siglo XXI seleccionados (posición n.° 6) 2024, FamousFix LISTS[11]
- Edurank (Agencia de clasificación de universidades mundiales), 'Exalumnos destacados de la Universidad de Kosin en 2024' 1.er puesto[12]
- Edurank (Agencia de clasificación de universidades mundiales), 'Exalumnos destacados de la Universidad de Estudios Extranjeros de Busan en 2024' 2.º puesto[13]
- Edurank (Agencia de clasificación de universidades mundiales), 'Exalumnos destacados de la Universidad Católica de Daegu en 2024' 2.º puesto[14]
- Edurank (Agencia de clasificación de universidades mundiales), 'Exalumnos destacados de la Universidad de Gwangju en 2024' tercer puesto[15]
- Premios Pride Korea 2020 (10)
- Rama de Busan Mención de la Asociación de Galardonados al Mérito Militar de Corea (2020)
- El 34.º Premio Ciudadano de la Ciudad Metropolitana de Busan (2018)
- Premio Nacional de Teología 2018
- Mención de la Administración de Recursos Humanos Militares (2017)
- Premio de Oro de la Fundación de Coreanos en el Extranjero del Ministerio de Relaciones Exteriores (2006)
- Unión del Foro Nacional y Premio al Logro del Foro Bundang del siglo XXI (2006)
- Premio al Logro de la Escuela de Graduados en Educación de la Universidad de Estudios Extranjeros de Busan (1997)
- El 3.er Premio Literario Nuevo Hankyore (1994)
- Premio a la mejor obra de la Sociedad Literaria Cristiana de Corea de Busan (1995)
- Placa de reconocimiento al mérito de la Iglesia Army Dulumi (en el 133 ° Battn ADA, 1987)
- Premio Comandante de la 1.ª Bde ADA (1986)
- Premio Comandante de la 1.ª Bde ADA (1985)
- Premio BnCmd del 1.er ADA Bde 133rd ADA Battn. (1986)
- Premio BnCmd del 1.er ADA Bde 133rd ADA Battn. (1985)
- Premio al logro de la escuela secundaria técnica de Dongmyeong (1984)

## Colección de poesía representativa
- El sexto coxis de la era Cenozoica (신생대의 여섯 번째 꼬리뼈, 2024), Editorial: Karitas (ISBN : 978-89-97087-87-7)

## Obras
- La poesía del sur (Nambu-eui si: Busan siin sagwajip, 1999). Editorial: Asociación de Poetas de Busan (1999)
- Guerrilla, Vol 3. Publisher: Yeni (1999)
- Guerrilla, Vol 4. Publisher: Yeni (1999)
- Australia Literatura coreana (Hoju-Hanin Munhak, 호주한인문학). Editorial: Asociación de Escritores Coreanos en Australia (2002)
- Australia Literatura coreana (Hoju-Hanin Munhak, 호주한인문학). Editorial: Asociación de Escritores Coreanos en Australia (2003)
- Flores en el Tallo Azul (Ggodi pinda pureun julgie, 2006).
- Seihan Gobi (Seihan gobi, 2008). ISBN 978-89-957530-8-8
- Bosque de carpes (Sosanamu sup, pinar, 2011). ISBN 978-89-93433-09-8